# Park Wyczółki w Warszawie
Park Wyczółki − zabytkowy park znajdujący się przy ul. Łączyny w dzielnicy Ursynów w Warszawie.

## Opis
Park został założony w I połowie XIX wieku. Otaczał zabudowania dawnego majątku Wyczółki, którego jednym z kolejnych właścicieli był Fryderyk Skarbek. W 1938 nieruchomość znalazła się w granicach Warszawy.
Park jest własnością prywatną i nie jest dostępny dla osób z zewnątrz. Rosną w nim m.in. wiązy, topole białe, kasztanowce, klony, dęby szypułkowe, a także pojedyncze egzemplarze sosny wejmutki, sosny czarnej i modrzewia europejskiego. Trzy wiązy o obwodach pni przekraczających trzy metry są pomnikami przyrody. W 2012 zniesiono status pomnika przyrody obumarłej topoli czarnej o obwodzie pnia 625 cm, która była jednym z najokazalszych drzew w Warszawie.
W parku znajdują się dwa zbiorniki wodne zasilane przez Potok Służewiecki, nazywane Stawami Berensewicza. Znajduje się tam również zrujnowany drewniany dworek oraz elementy architektury ogrodowej (rzeźby, kamienna ława i kapliczka).
W 1965 park wraz ze znajdującymi się w nim rzeźbami został wpisany do rejestru zabytków.